# Martin Brauß
Martin Brauß (* 1958 in Mannheim) ist Professor für Oper/Dirigieren an der Hochschule für Musik, Theater und Medien Hannover (HMTMH).
Nach dem Studium der Schulmusik, Germanistik und Philosophie nahm er privaten Dirigierunterricht bei Rolf Reuter in Berlin. 1985 gewann er den Internationalen Brahms-Wettbewerb Hamburg im Fach Liedbegleitung.
Von 1985 bis 1999 war er Dirigent des Jugendsinfonieorchesters Hannover, von 1988 bis 1991 Chefdirigent der Niedersächsischen Kammeroper. 1987 bis 1992 war er Assistent des GMD und Stellv. Chordirektor und Konzertdramaturg an der Niedersächsischen Staatsoper Hannover und leitete von 1989 bis 1998 den Hannoverschen Oratorienchor.
Er arbeitet regelmäßig mit renommierten Ensembles für Neue Musik zusammen und war Dirigent mehrerer Opern-Uraufführungen.
1992 erhielt er eine Professur für Musiktheorie an der HMTMH, 2002 eine Professur für Oper/Dirigieren und ist seit 2013 Direktor des Instituts zur Früh-Förderung musikalisch Hochbegabter (IFF) an der HMTMH.
Seine Tochter ist die Pianistin Elisabeth Brauß.